# Provincia de Echigo
Echigo, escrito formalmente como Echigo no Kuni (越後国), fue una antigua provincia de Japón que ahora es parte de la prefectura de Niigata, que ahora también incluye la isla que fue en el pasado la vieja provincia de Sado.
Echigo fue gobernada por Uesugi Kenshin y sus herederos durante la Era Sengoku; luego se convirtió en feudo de los parientes del clan Matsudaira de Tokugawa Ieyasu.